# TV Perso
 (août 2021).
Si vous disposez d'ouvrages ou d'articles de référence ou si vous connaissez des sites web de qualité traitant du thème abordé ici, merci de compléter l'article en donnant les références utiles à sa vérifiabilité et en les liant à la section « Notes et références ».

Logo de TV Perso.

Le service TV Perso, lancé par Free le 28 juin 2007, permettait à tout abonné à Free disposant du boitier HD de Free (qui intègre un encodeur vidéo MPEG) de diffuser du contenu audiovisuel par l'intermédiaire d'une connectique complète. Il permettait également à tout abonné disposant d'un boitier V2 ou supérieur d'en visionner le contenu.
Free a retiré ce service le 10 janvier 2017.

## Utilisation
Une technique souvent utilisée par les utilisateurs de la TV Perso pour améliorer leurs émissions consiste à relier leur ordinateur à la Freebox afin de multiplier les possibilités (lecture de vidéos et de musiques, incrustation de texte, utilisation d'une webcam). Un gratuiciel, InteractiveTV, créé pour l'occasion par un abonné, propose le mixage de plusieurs sources vidéos et l'incrustation d'effets avancés afin d'améliorer la qualité des émissions.

## Technique

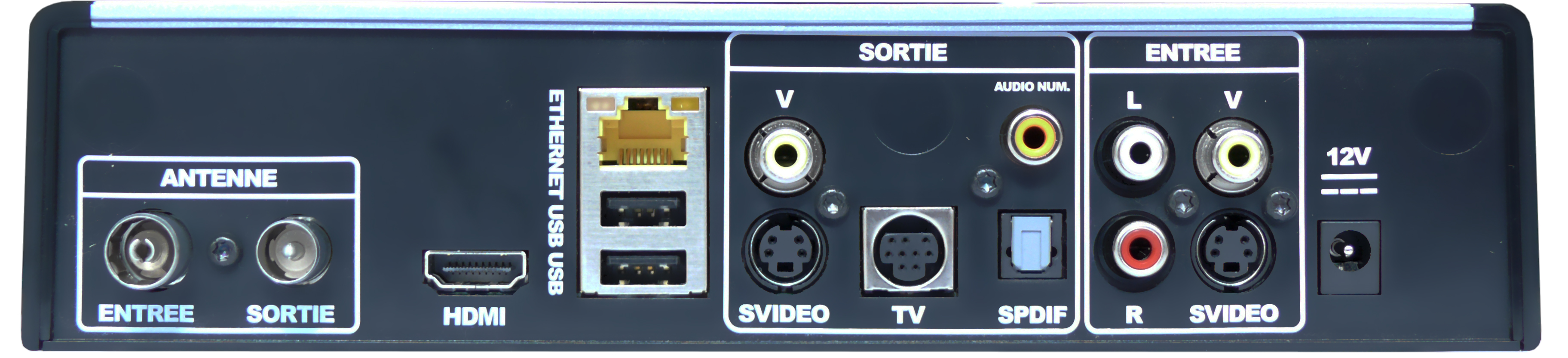
Connectique de la Freebox HD (v5).

Pour diffuser une émission, plusieurs connectiques sont disponibles. Le service permet aussi de numériser une vidéo (par exemple d'un magnétoscope) sur le disque dur, puis de la transférer directement sur un PC.